# Teoría de la Circunscripción de Carneiro

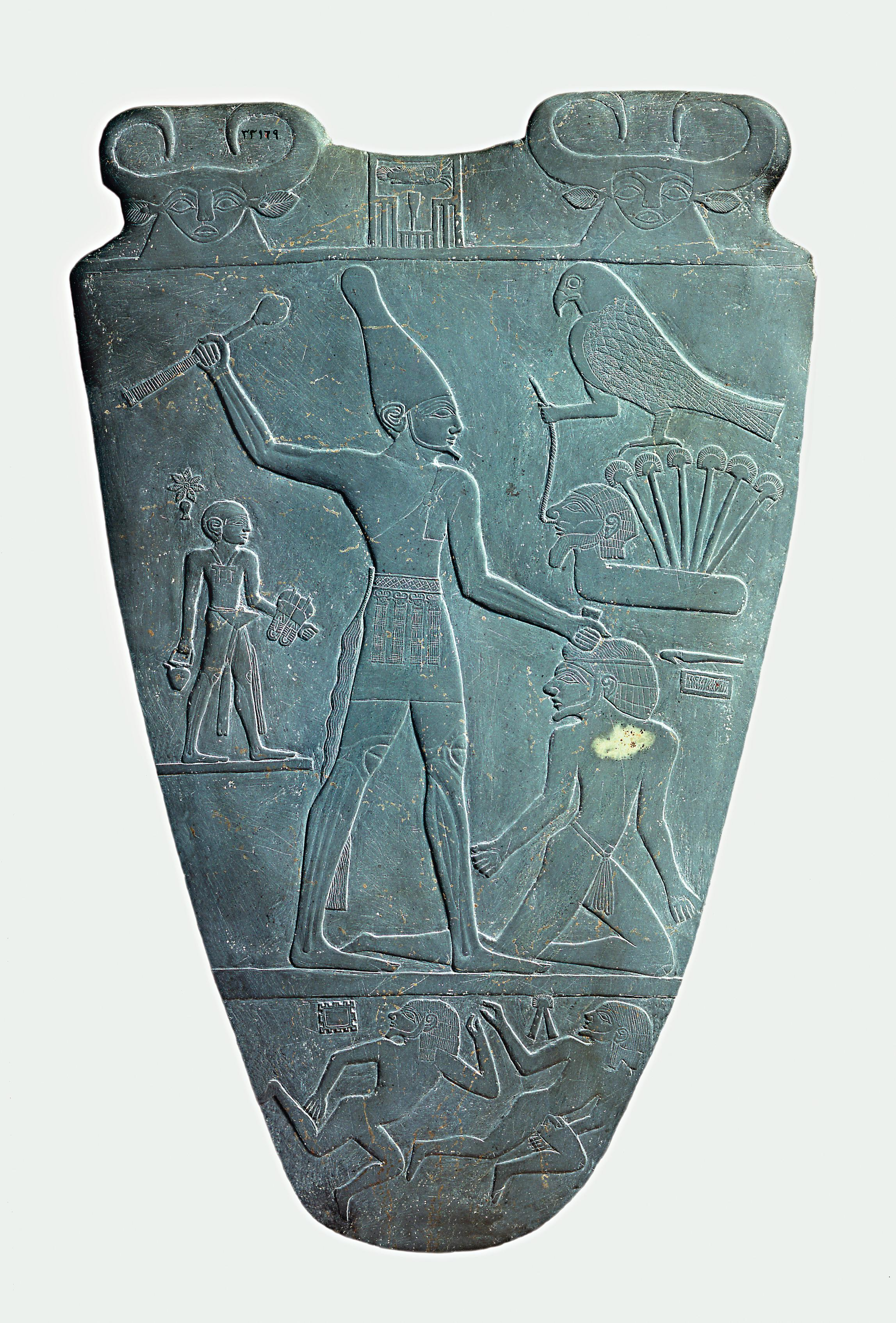
Paleta de Narmer, que muestra a Narmer como el unificador de Egipto, y el primer rey de la dinastía I.

La Teoría de la Circunscripción de Carneiro es una teoría de la función de la guerra en la formación del estado en el campo de la antropología política, creada por el antropólogo Robert Carneiro (1927-2020). La teoría ha sido resumida en una sola frase por Schacht: "En las zonas circunscritas de tierras agrícolas, la presión de la población condujo a la guerra que resultó en la evolución del estado". Cuanto más circunscrita es una zona agrícola, Carneiro argumenta que, más pronto se unifica políticamente.

## Esquema de la teoría

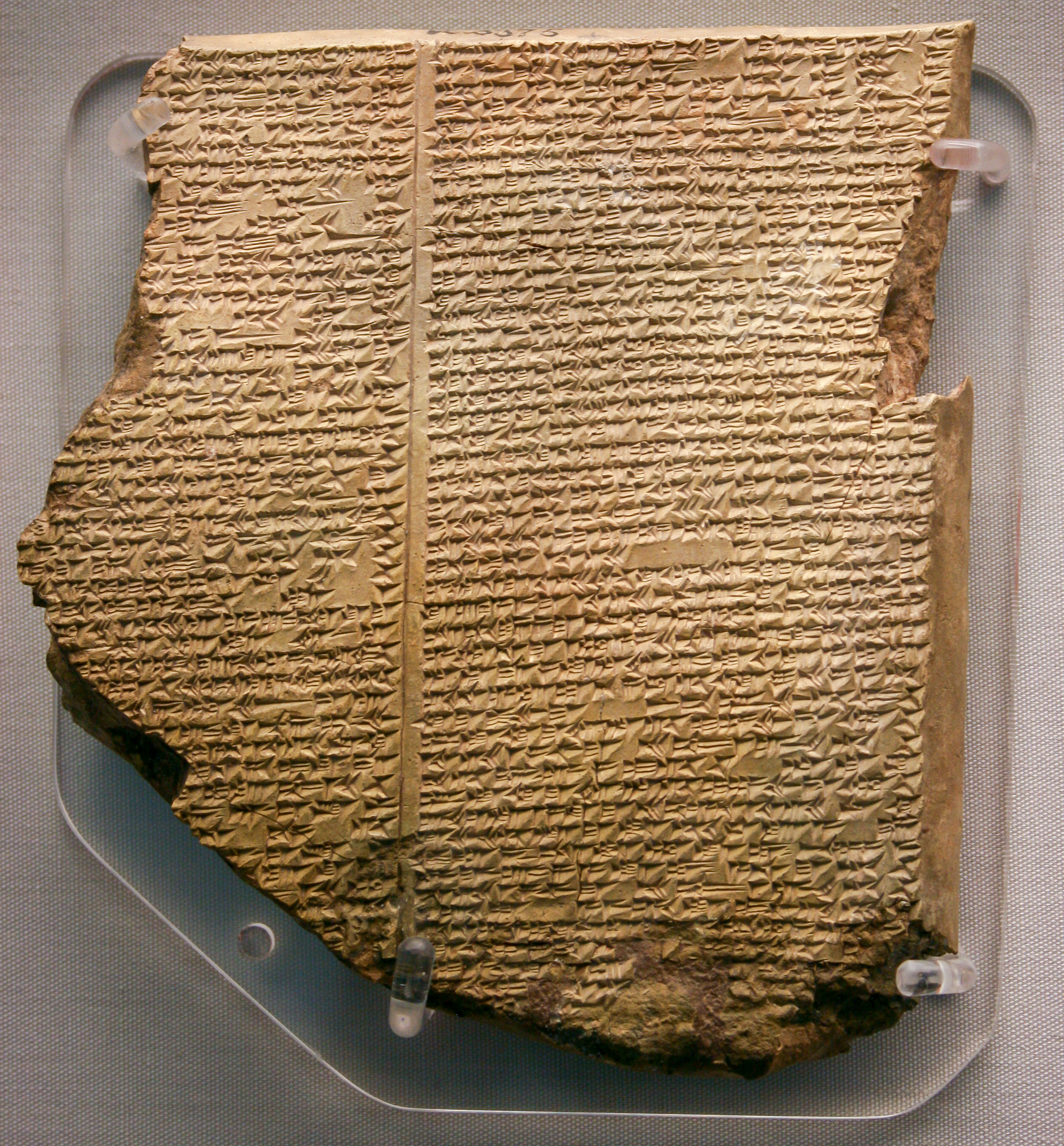
La tablilla sobre el diluvio de la epopeya de Gilgamesh, escrita en acadio (Museo Británico).

La teoría comienza con algunas suposiciones. La guerra generalmente dispersa a las personas en lugar de unirlas. La circunscripción ambiental ocurre cuando un área de tierra agrícola productiva está rodeada por un área menos productiva, como las montañas, el desierto o el mar. La aplicación de la agricultura extensiva lleva a rendimientos severamente decrecientes.

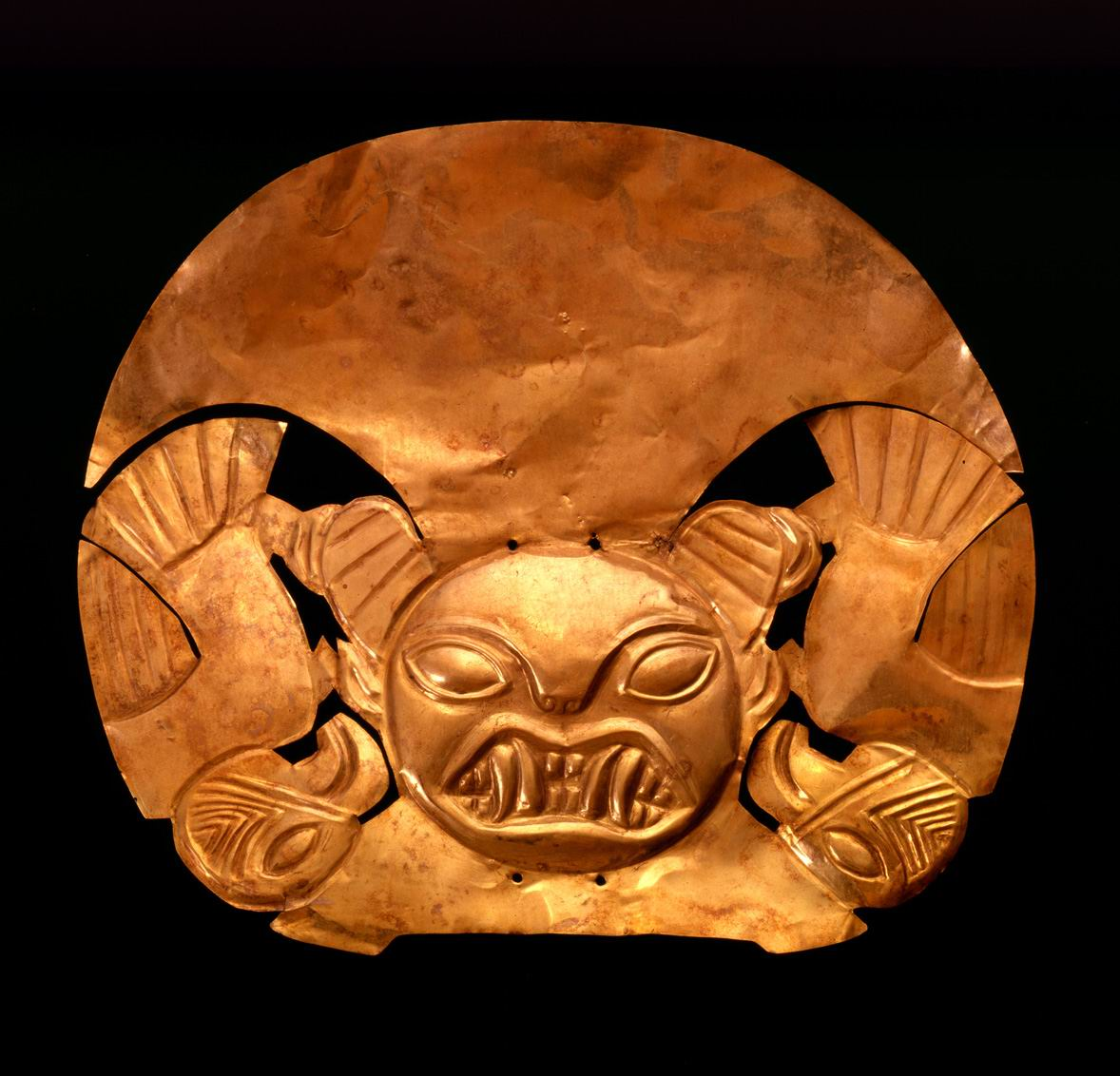
Perú. Cultura Mochica

Si no hay circunscripción ambiental, los perdedores en una guerra pueden emigrar de la región y establecerse en otro lugar. Si hay una circunscripción ambiental, entonces los perdedores en la guerra se ven obligados a someterse a sus conquistadores, porque la migración no es una opción y las poblaciones de los conquistadores y conquistados quedarán unidas. La nueva organización estatal se esfuerza por aliviar la presión de la población mediante el aumento de la capacidad productiva de las tierras agrícolas a través, por ejemplo, de un cultivo más intensivo utilizando el riego.

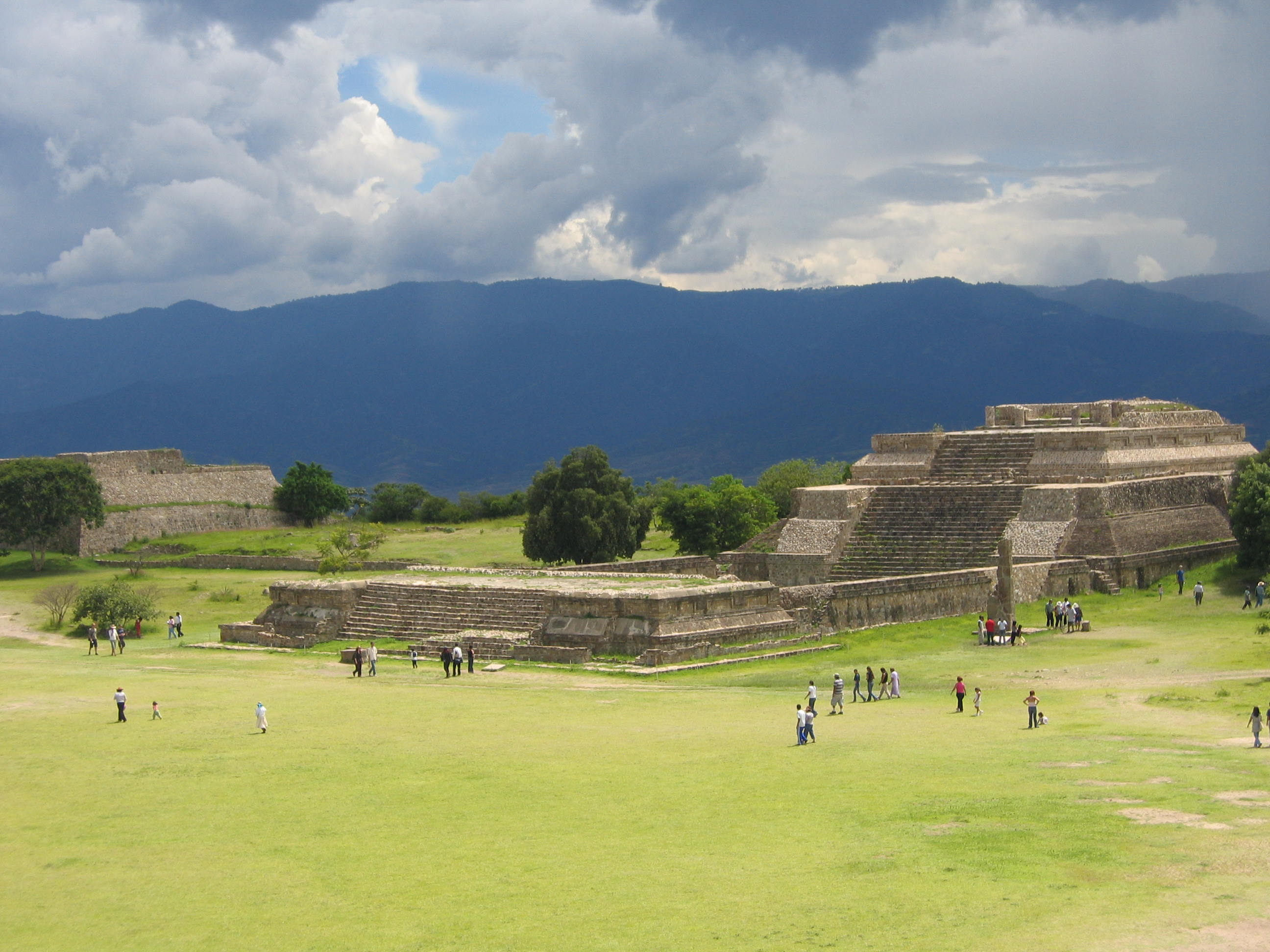
Monte Albán

## Desarrollo del estado primario y secundario

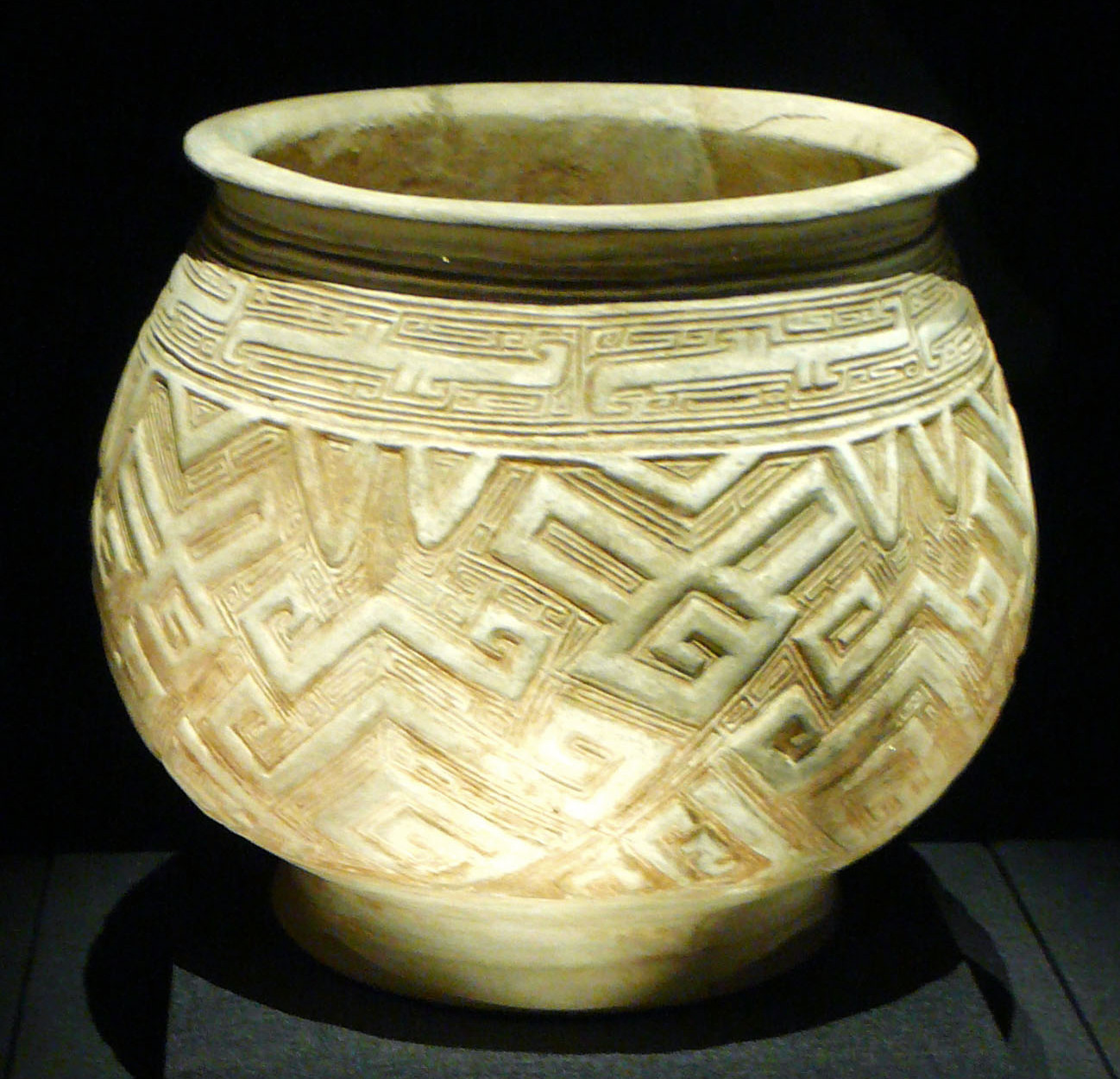
China Jarrón Shang. 1.600-1.100 aC

El desarrollo del estado primario ocurrió en los seis estados originales del: 
1. Valle del Nilo, Antiguo Egipto
2. Mesopotamia. Uruk
3. Valle del Río Amarillo, Antigua China
4. Valle del río Indo, Cultura del valle del Indo
5. Mesoamérica, Monte Albán
6. Perú, Cultura Mochica

El desarrollo del estado secundario ocurrió en estados que se desarrollaron a partir del contacto con estados ya existentes. El desarrollo del estado primario ocurrió en áreas con circunscripción ambiental.
La presunción, bajo la hipótesis de Carneiro, es que la intensificación agrícola, y la coordinación social y la coerción necesarias para lograr este fin fue el resultado de una guerra en la que las poblaciones vencidas no pudieron dispersarse; la coordinación coercitiva necesaria para aumentar la producción de excedentes es, según la hipótesis de Carneiro, un factor causal en los orígenes del Estado. Por ejemplo, los valles montañosos de los ríos del Perú que descienden a la costa del Pacífico estaban severamente circunscritos al medio ambiente. Las poblaciones amazónicas siempre podían dispersarse y mantener un contacto escaso con otros vecinos potencialmente hostiles, mientras que las poblaciones costeras andinas no podían.

## Crítica

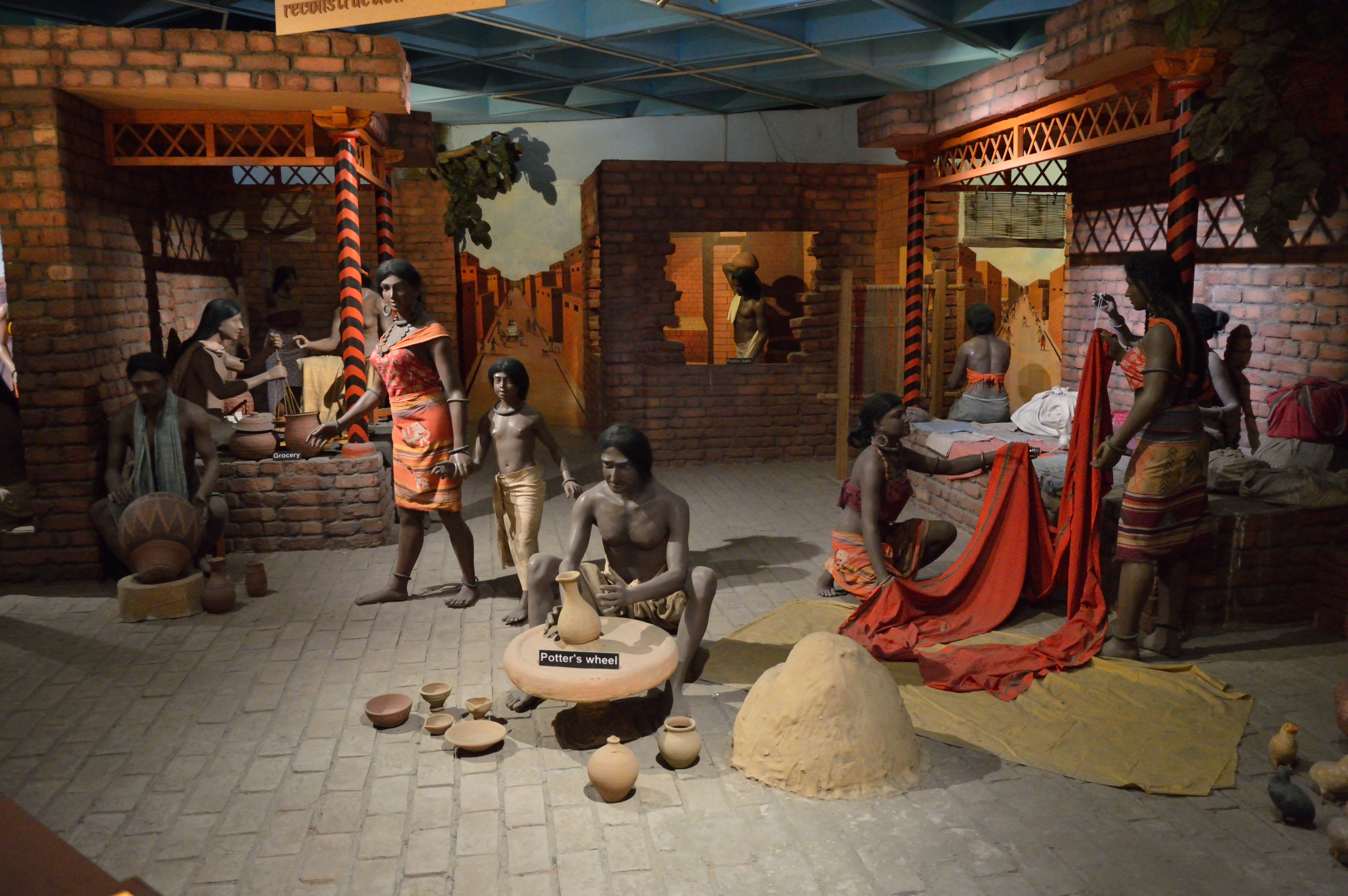
Diorama de la vida en la Civilización del valle del Indo- Indian Science and Technology Heritage Gallery - National Science Centre - New Delhi

La teoría de Carneiro ha sido criticada por la "escuela estatal temprana" holandesa que surgió en la década de 1970 en torno al antropólogo cultural Henri J.M. Claessen, sobre la base de que se pueden encontrar pruebas bastante contrarias a la teoría de Carneiro. También hay casos de entornos circunscriptos y culturas violentas que no han podido desarrollar estados, por ejemplo, en los estrechos valles de las tierras altas del interior de Papua Nueva Guinea o las costas del Pacífico noroccidental de América del Norte. También, por ejemplo, la formación de algunos estados tempranos en África Oriental, Sri Lanka y Polinesia no encaja fácilmente con el modelo de Carneiro. De ahí que la escuela de Claessen desarrolló un "modelo de interacción compleja" para explicar la formación temprana del estado, en la que factores como la ecología, las estructuras sociales y demográficas, las condiciones económicas, los conflictos y la ideología se alinean de manera que favorezcan la organización estatal.

## Desarrollo posterior y revisión
La teoría se ha aplicado desde entonces a muchos otros contextos, y algunos sostienen que se puede aplicar globalmente. Carneiro también ha revisado su teoría de varias maneras. Ha argumentado que la concentración de la población puede actuar como un ímpetu de menor nivel para el conflicto tribal que la circunscripción geográfica. También ha argumentado que, además de las necesidades de la conquista, una razón más importante para la creación de cacicazgos fue el surgimiento de jefes de guerra que utilizan a sus leales militares para hacerse cargo de un grupo de aldeas y convertirse en jefes supremos.